# マリア・ノイス
マリア・ノイス（Maria Neuss, 1905年5月31日 - 没年不詳）は、ボヘミア出身のヴァイオリン奏者。

## 経歴
1905年、ホムトフに、アントニン・ドヴォルザークの玄孫として生まれる。プラハでオタカール・シェフチークに師事した後、1925年から1928年までカール・フレッシュの下で研鑽を重ねた。その後、フリーツ・スフールマンと結婚。1949年に夫と共に南アフリカに渡り、夫との共演で演奏活動を展開する傍らで、1952年から1955年まで南アフリカ音楽大学の教授の任に当たった。